# Luiz Mattar
Luiz Roberto Mattar (ur. 18 sierpnia 1963 w São Paulo) – brazylijski tenisista, reprezentant w Pucharze Davisa, olimpijczyk z Seulu (1988) i Barcelony (1992).

## Kariera tenisowa
Jako zawodowy tenisista występował w latach 1985–1995.
W grze pojedynczej Mattar wygrał 7 turniejów rangi ATP World Tour oraz uczestniczył w 4 finałach.
W grze podwójnej Brazylijczyk zwyciężył w 5 zawodach rangi ATP World Tour i był finalistą 6 kolejnych imprez.
Mattar w latach 1986–1995 reprezentował Brazylię w Pucharze Davisa. Bilans zawodnika w turnieju wyniósł 16 zwycięstw i 15 porażek w singlu oraz 4 wygrane mecze przy 3 przegranych w deblu.
Reprezentował swój kraj na igrzyskach olimpijskich w Seulu (1988) i Barcelonie (1992). Za każdym razem odpadał w 1 rundzie w konkurencji gry pojedynczej, z kolei w turnieju gry podwójnej osiągnął 2 rundę w Seulu, a w Barcelonie 1 rundę.
W rankingu gry pojedynczej najwyżej był na 29. miejscu (1 maja 1989), a w klasyfikacji gry podwójnej na 55. pozycji (7 stycznia 1991).

### Finały w turniejach ATP World Tour
| Legenda                                      |
| -------------------------------------------- |
| Wielki Szlem                                 |
| Igrzyska olimpijskie                         |
| Tennis Masters Cup / ATP Finals              |
| ATP Masters Series / ATP Tour Masters 1000   |
| ATP International Series Gold / ATP Tour 500 |
| ATP International Series / ATP Tour 250      |

#### Gra pojedyncza (7–4)
| Końcowy wynik | Nr | Data              | Turniej        | Nawierzchnia | Przeciwnik      | Wynik finału  |
| ------------- | -- | ----------------- | -------------- | ------------ | --------------- | ------------- |
| Zwycięzca     | 1. | 1 lutego 1987     | Guarujá        | Twarda       | Cássio Motta    | 6:3, 5:7, 6:2 |
| Finalista     | 1. | 15 listopada 1987 | São Paulo      | Twarda       | Jaime Yzaga     | 2:6, 6:4, 2:6 |
| Finalista     | 2. | 29 listopada 1987 | Itaparica      | Twarda       | Andre Agassi    | 6:7, 2:6      |
| Zwycięzca     | 2. | 31 stycznia 1988  | Guarujá        | Twarda       | Eliot Teltscher | 6:3, 6:3      |
| Zwycięzca     | 3. | 12 lutego 1989    | Guarujá        | Twarda       | Jimmy Brown     | 7:6, 6:4      |
| Zwycięzca     | 4. | 16 kwietnia 1989  | Rio de Janeiro | Dywanowa     | Martín Jaite    | 6:4, 5:7, 6:4 |
| Finalista     | 3. | 11 lutego 1990    | Guarujá        | Twarda       | Martín Jaite    | 6:3, 4:6, 3:6 |
| Zwycięzca     | 5. | 8 kwietnia 1990   | Rio de Janeiro | Dywanowa     | Andrew Sznajder | 6:4, 6:4      |
| Zwycięzca     | 6. | 15 listopada 1992 | São Paulo      | Twarda       | Jaime Oncins    | 6:1, 6:4      |
| Finalista     | 4. | 27 lutego 1994    | Scottsdale     | Twarda       | Andre Agassi    | 4:6, 3:6      |
| Zwycięzca     | 7. | 15 maja 1994      | Coral Springs  | Twarda       | Jamie Morgan    | 6:4, 3:6, 6:3 |

#### Gra podwójna (5–6)
| Końcowy wynik | Nr | Data                 | Turniej    | Nawierzchnia | Partner           | Przeciwnicy                       | Wynik finału  |
| ------------- | -- | -------------------- | ---------- | ------------ | ----------------- | --------------------------------- | ------------- |
| Zwycięzca     | 1. | 1 lutego 1987        | Guarujá    | Twarda       | Cássio Motta      | Martin Hipp Tore Meinecke         | 7:6, 6:1      |
| Zwycięzca     | 2. | 20 września 1987     | Genewa     | Ceglana      | Ricardo Acioly    | Mansur Bahrami Diego Pérez        | 3:6, 6:4, 6:2 |
| Finalista     | 1. | 11 lutego 1990       | Guarujá    | Twarda       | Cássio Motta      | Javier Frana Gustavo Luza         | 6:7, 6:7      |
| Finalista     | 2. | 17 czerwca 1990      | Florencja  | Ceglana      | Diego Pérez       | Sergi Bruguera Horacio de la Peña | 6:3, 3:6, 4:6 |
| Finalista     | 3. | 28 października 1990 | São Paulo  | Dywanowa     | Mark Koevermans   | Shelby Cannon Alfonso Mora        | 7:6, 3:6, 6:7 |
| Zwycięzca     | 3. | 6 stycznia 1991      | Wellington | Twarda       | Nicolás Pereira   | John Letts Jaime Oncins           | 4:6, 7:6, 6:2 |
| Finalista     | 4. | 5 maja 1991          | Madryt     | Ceglana      | Jaime Oncins      | Gustavo Luza Cássio Motta         | 0:6, 5:7      |
| Finalista     | 5. | 26 maja 1991         | Bolonia    | Ceglana      | Jaime Oncins      | Luke Jensen Laurie Warder         | 4:6, 6:7      |
| Finalista     | 6. | 19 kwietnia 1992     | Tampa      | Ceglana      | Andriej Olchowski | Mike Briggs Trevor Kronemann      | 6:7, 7:6, 4:6 |
| Zwycięzca     | 4. | 14 czerwca 1992      | Florencja  | Ceglana      | Marcelo Filippini | Royce Deppe Brent Haygarth        | 6:4, 6:7, 6:4 |
| Zwycięzca     | 5. | 6 listopada 1994     | Montevideo | Ceglana      | Marcelo Filippini | Sergio Casal Emilio Sánchez       | 7:6, 6:4      |